# Доходный дом Грязнова
Доходный дом Грязнова — историческое здание в центре Москвы, построенное в 1901 по проекту архитекторов Льва Кекушева и Сергея Шуцмана для чаеторговца Василия Ивановича Грязнова. Первый этаж был отдан под магазин, квартиры на втором и третьем этаже сдавались в аренду. В 1920-х дом Грязнова был объединён с соседним особняком Анны Кекушевой в единое здание — больницу, где вёл приём Алексей Бакунин (Остоженка, 19).
Отреставрирован в 2007 и 2019 годах.